# Marie Stryjová
Marie Stryjová (3. listopadu 1931 Dembrovka, Ukrajina – 10. července 1977 Praha) byla česká spisovatelka.

## Život
Narodila se v české rodině žijící na Volyni. Během druhé světové války přešla přes jejich vesnici několikrát fronta. Po válce zde působili Banderovci. V roce 1947 se rodina přestěhovala do Československa a usídlila se v obci Božanov na Broumovsku. Studovala na broumovském gymnáziu, kde maturovala v roce 1951. Poté vystudovala polonistiku a rusistiku na Filozofické fakultě Univerzity Karlovy. Přála si stát se zde asistentkou, ale byla nakonec odmítnuta. Snažila se za každou cenu zůstat v Praze a zoufale hledala práci a ubytování. V této době začala mít zdravotní problémy. Nakonec získala zaměstnání jako redaktorka ve Státním pedagogickém nakladatelství a přeložila i několik knih pro děti.
Provdala se za historika Bedřicha Loewensteina. Narodily se jim dcery Miriam a Šimona. Po jejich narození se již nemohla vrátit do zaměstnání a byl jí přiznán invalidní důchod.
Své zdravotní i osobní problémy se rozhodla vyřešit sebevraždou.

## Dílo
Psát začala již za studií. Několik jejích povídek a článků vyšlo časopisecky, její knihy ale byly nakladatelstvími odmítány. V roce 1970 měla vyjít v nakladatelství Svoboda její kniha povídek o dětství na Volyni. V rámci normalizace ale byla tato kniha vyřazena z edičního programu a její sazba byla rozmetána, což autorku hluboce zasáhlo. Povídky se nakonec podařilo vydat až po smrti autorky v souboru Nad rovinou s editorskými úpravami Vladimíra Binara v roce 1982. V Německu v roce 1988 vyšel román Pokojík, který k vydání připravila dcera Šimona. Další díla či nová vydání vyšla až po roce 2000.
V její pozůstalosti jsou zachovány cykly povídek Kroupy, z prostředí broumovského gymnázia, a Měsíc, který zpracovává náměty z období vysokoškolského studia.
V roce 1996 proběhl v městské knihovně Broumov seminář o životě a díle této autorky.

## Spisy
- Nad rovinou, Praha : Mladá fronta, 1982, edice Omega, svazek 35, k vydání připravil Vladimír Binar – povídky z Volyně. Zpracováno v Českém rozhlasu v roce 2007 jako dvanártidílná četba na pokračování. Pro rozhlas připravila a četla Jana Franková-Doležalová. Režii měla Markéta Jahodová.[1]
- Mlč, Benešov : EMAN, 2006, ISBN 80-86211-51-7 – povídky z prostředí obce Božanov
- Pokojík, Benešov : EMAN, 2009, ISBN 978-80-86211-65-7 – autobiografická próza, napsaná v letech 1964-1967
- Za Hvězdou, EMAN, 2019, ISBN 978-80-88060-15-4 – povídky z pozůstalosti